# Juan Bautista de Orendáin
Juan Bautista de Orendáin y Azpilicueta (Segura, Guipúzcoa, 16 de octubre de 1683 – Madrid, 21 de octubre de 1734), I marqués de la Paz, fue un hacendista y político español, secretario de Estado y del Despacho Universal de Hacienda en el reinado de Luis I y el segundo reinado de Felipe V, promotor del Tratado de Viena y del Tratado de Sevilla, fue asimismo comendador de Segura de la Sierra en la Orden de Santiago y canciller de la Orden del Espíritu Santo.

## Biografía

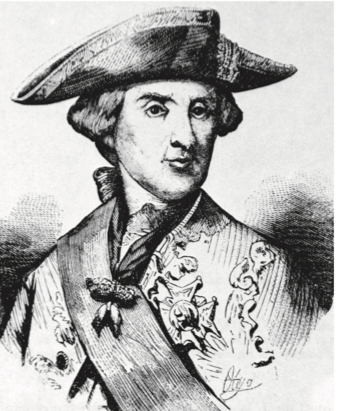
Retrato de José de Grimaldo, I marqués de Grimaldo, predecesor de Orendáin en la secretaría de Estado.

Nació en Segura (Guipúzcoa) en el año de 1683, siendo hijo de León de Orendáin y Guilisasti, procurador y regidor de Segura, y de Ana María de Azpilicueta y Muniain.
En sus comienzos fue diputado general de Guipúzcoa y alcalde por el estado noble de los lugares de Segura (1707) Aya y Yepes.

## Valido de Grimaldo
Al poco tiempo se trasladó a Madrid, donde ingresó a la corte como paje del poderoso marqués de Grimaldo, secretario del Despacho de Estado desde 1714, cuando nombra a Orendáin oficial del mismo, antes de pasar, en 1719 al Consejo de Indias. A finales del mismo año fue nombrado oficial mayor primero de la secretaría del Despacho, mismo cargo que ocupó hasta 1724, cuando Grimaldo fue nombrado secretario personal del rey Felipe V tras su abdicación y posterior retiro a San Ildefonso, y Orendáin, sustituto de Grimaldo en la secretaría de Estado. 
Entre enero y agosto de 1724 sirvió como secretario de Estado y del Despacho Universal de Hacienda bajo el reinado de Luis I, así como miembro del Consejo de Castilla y secretario de la Junta del Gabinete que supervisó la transición del nuevo monarca. A la muerte de Luis I y el retorno al trono de Felipe V a finales del mismo año, el marqués de Grimaldo fue nombrado nuevamente secretario de Estado, y Orendáin nuevo secretario del Despacho de Hacienda, así como sustituto de Grimaldo en sus recurrentes ausencias. 

## Partidario de la reina

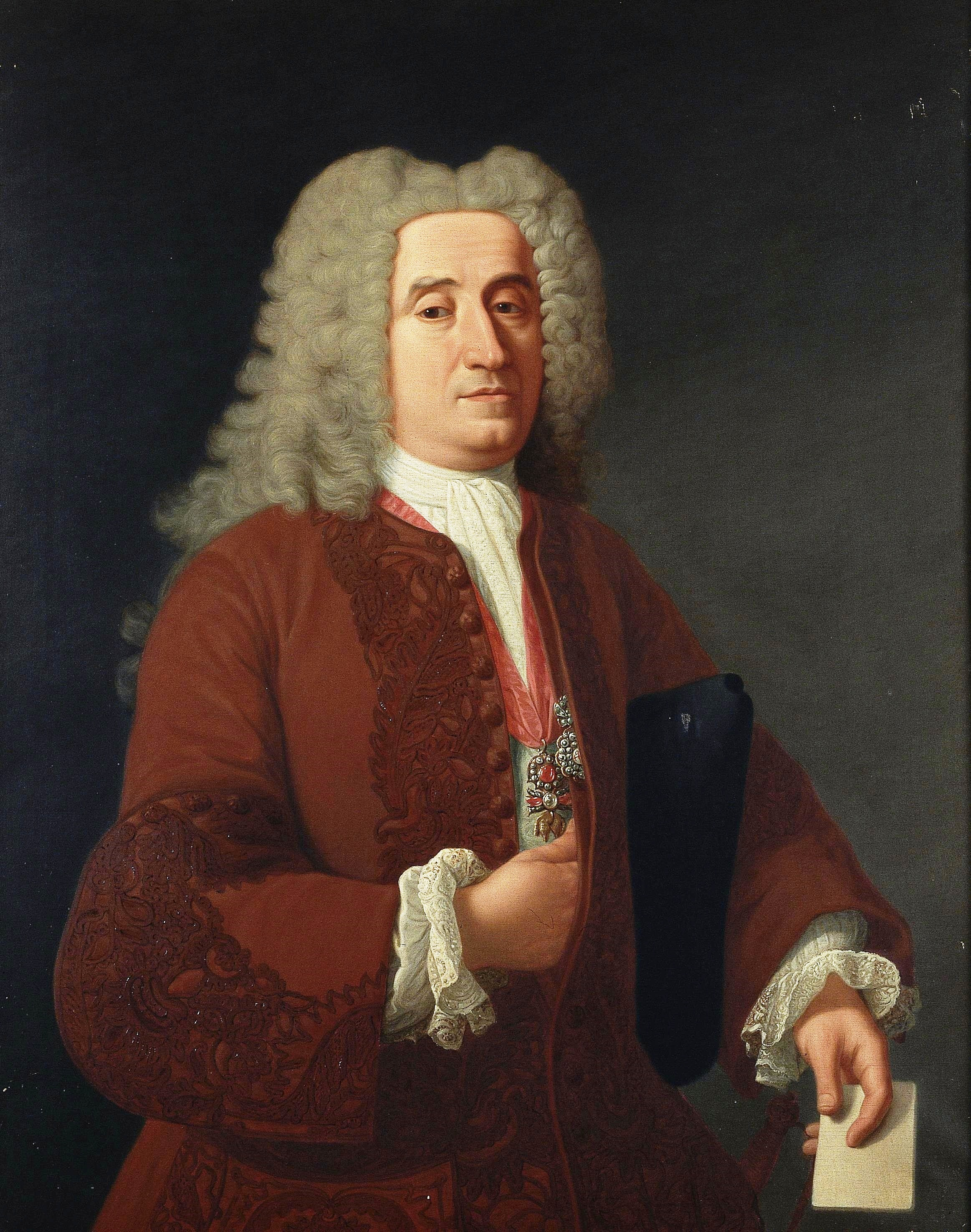
Retrato de José Patiño, sucesor de Orendáin en la secretaría de Estado.

Nombrado en 1724 secretario de la reina Isabel de Farnesio, fue nombrado embajador a Viena junto al barón de Ripperdá, gran privado de la reina, para negociar la paz definitiva con el Sacro Imperio, incluyendo el matrimonio del infante Carlos con la hija mayor del emperador. La embajada fue un éxito, concluyendo con el Tratado de Viena del 30 de abril de 1725. El 22 de mayo del mismo año le fue concedido el marquesado de la Paz.
En 1726 ocupó nuevamente la secretaría del Despacho de Hacienda, sustituyendo, desde el 29 de septiembre del mismo año a Grimaldo en la secretaría de Estado por segunda ocasión. Asimismo ingresó al consejo de Estado, liderado por José Patiño.
Durante el contencioso que mantuvieron de 1728 a 1729 Inglaterra y Austria, Orendáin apoyó a los austríacos. En 1729 firma junto a José Patiño el Tratado de Sevilla. En 1730 fue nombrado caballero de la Orden de Santiago. Asimismo, fue nombrado canciller de la Orden del Espíritu Santo del Reino de Francia.

## Muerte y sucesión
En marzo de 1733 sufrió un ataque de apoplejía, por lo que la reina encomendó a Patiño la ocupación de los asuntos de Orendáin, a pesar de que éste permaneció oficialmente en el cargo hasta su muerte el 21 de octubre de 1734. 
Había casado con Hipólita Teresa Casado y Serdín. A falta de descendencia le sucedió en el marquesado su sobrino, Francisco Javier de Aguirre y Orendáin, II marqués de la Paz, hijo de su hermana Josefa.